# Nokia Suite
Nokia Suite (dawniej Nokia Ovi Suite) – nierozwijany już bezpłatny program umożliwiający łączenie telefonu marki Nokia z komputerem, dla systemów z rodziny Microsoft Windows.